# Коммунистическая партия Болгарии
Коммунистическая партия Болгарии (болг. Комунистическа партия на България) — основана в 1996 году членами бывшей правящей КПБ, входит в левоцентристскую «Коалицию за Болгарию», созданную БСП. Первый секретарь КПБ — Александр Паунов.